# Lycée international de Londres Winston-Churchill
Le lycée international de Londres Winston-Churchill est un établissement à but non lucratif. 
Initié et financé par le French Education Charitable Trust (FECT), il a ouvert ses portes en septembre 2015 sur le site classé de l’ancien hôtel de ville de Brent, un bâtiment situé à Wembley datant de 1936 et racheté à cet effet en 2012.
Une aide spécifique de l'AEFE, sous la forme de la nomination et de la prise en charge financière d'un proviseur expatrié, a été accordée pour faciliter le démarrage de ce lycée.
Le lycée a obtenu l'homologation du ministère français de l'Éducation nationale de la grande section à la classe de Terminale.
Avec 1100 places d'élèves, le lycée possède 2 hectares de terrains de sport, des studios de musique et plusieurs salles de théâtre ainsi qu’une salle de conférence.

## Histoire

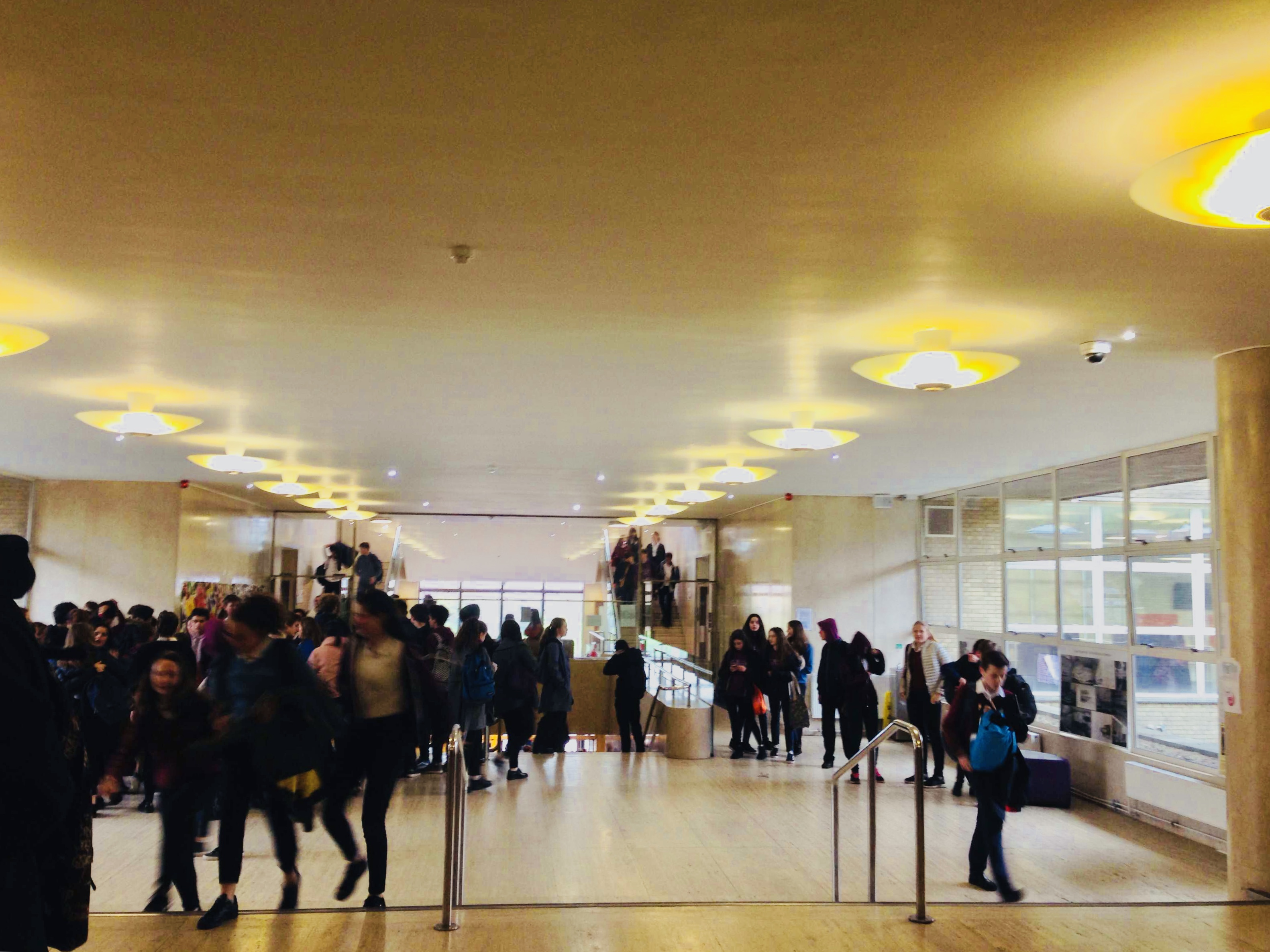
L’Entrée du lycée

Le Lycée International de Londres Winston-Churchill est un établissement indépendant fondée en 2015 par le FECT (French Education Charitable Trust). Il est partenaire de l'Agence pour l'enseignement français à l'étranger (AEFE), l'opérateur public de l'enseignement français à l'étranger sous la tutelle du ministère français chargé des Affaires étrangères.
En 2015, le lycée comporte environ 750 élèves.
Le lycée international de Londres Winston-Churchill occupe le site de l'ancien hôtel de ville de Brent. Le nouveau campus s'étend sur cinq hectares, avec 12 000 mètres carrés d'espaces pédagogiques récemment rénovés et spécialement conçus pour les trois niveaux d'enseignement (Primaire : classes CP-CM2 Collège : classes 6e-3e, Lycée : classes 2de-Terminale) .
Le lycée international de Londres Winston-Churchill a été inauguré le 22 septembre 2015, à l'occasion du 50e anniversaire de la mort du Premier ministre britannique. Il a ouvert ses portes à son premier groupe d'élèves en septembre 2015.
Les élèves de l’établissement Winston-Churchill ont passé pour la première fois le baccalauréat français du 11 au 19 juin 2018, avec ou sans options internationales (OIB - Option internationale du baccalauréat.)
Le lycée Winston-Churchill a également un programme After School combiné avec le Prix du Duc d'Édimbourg pour ajouter de la cohérence et des opportunités à leur programme non académique.

## Campus
Le campus dispose de plusieurs installations sportives sur place, y compris une piste de course, trois terrains de sport en plein air et un gymnase intérieur. Le nouveau bâtiment de l'annexe abrite des salles de classe de sciences modernes et une grande salle à manger. Un autre bâtiment sera créé pour 2019 avec une piscine intérieure.

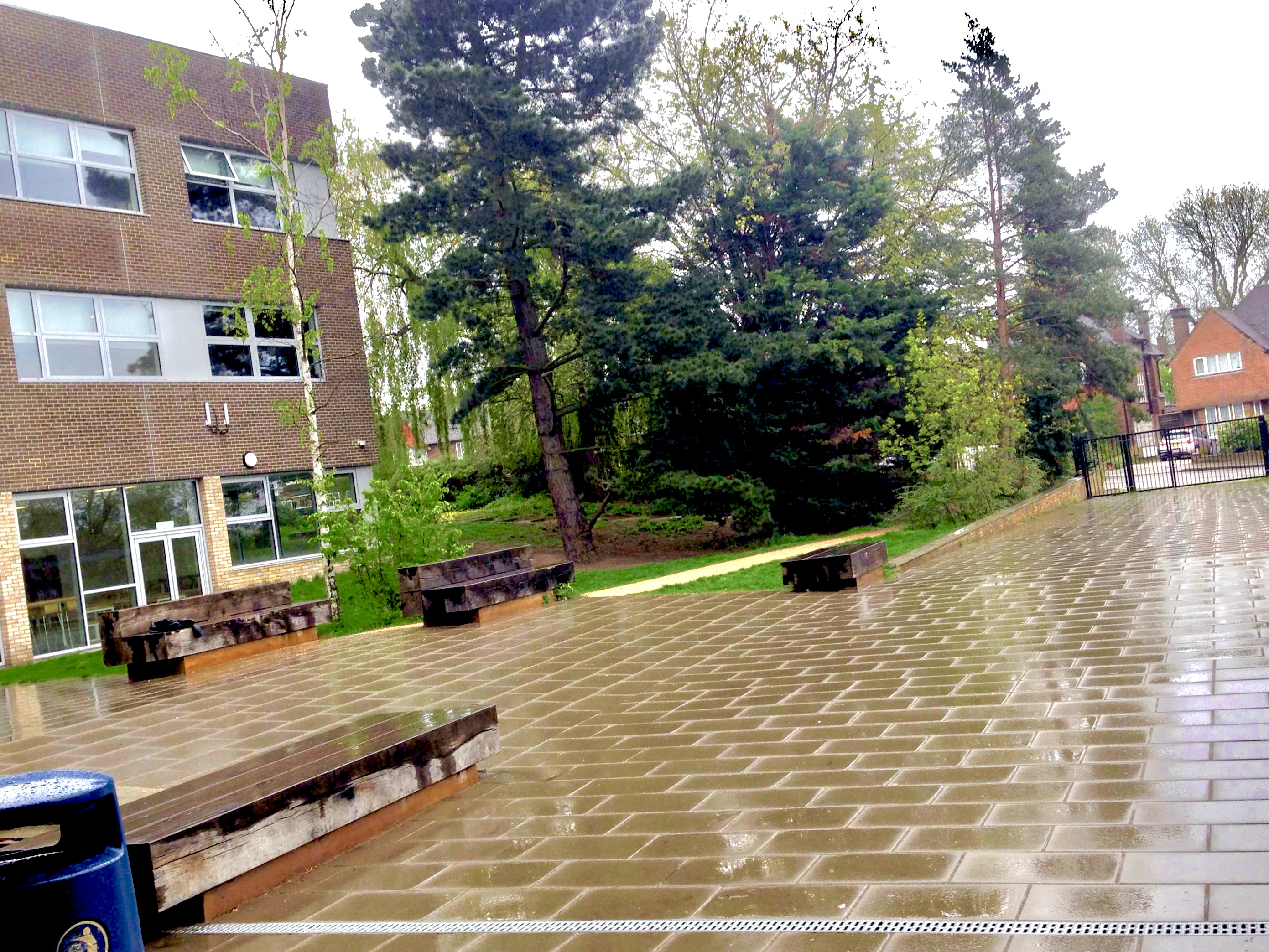
This is the playground where students of middle school play during their free time

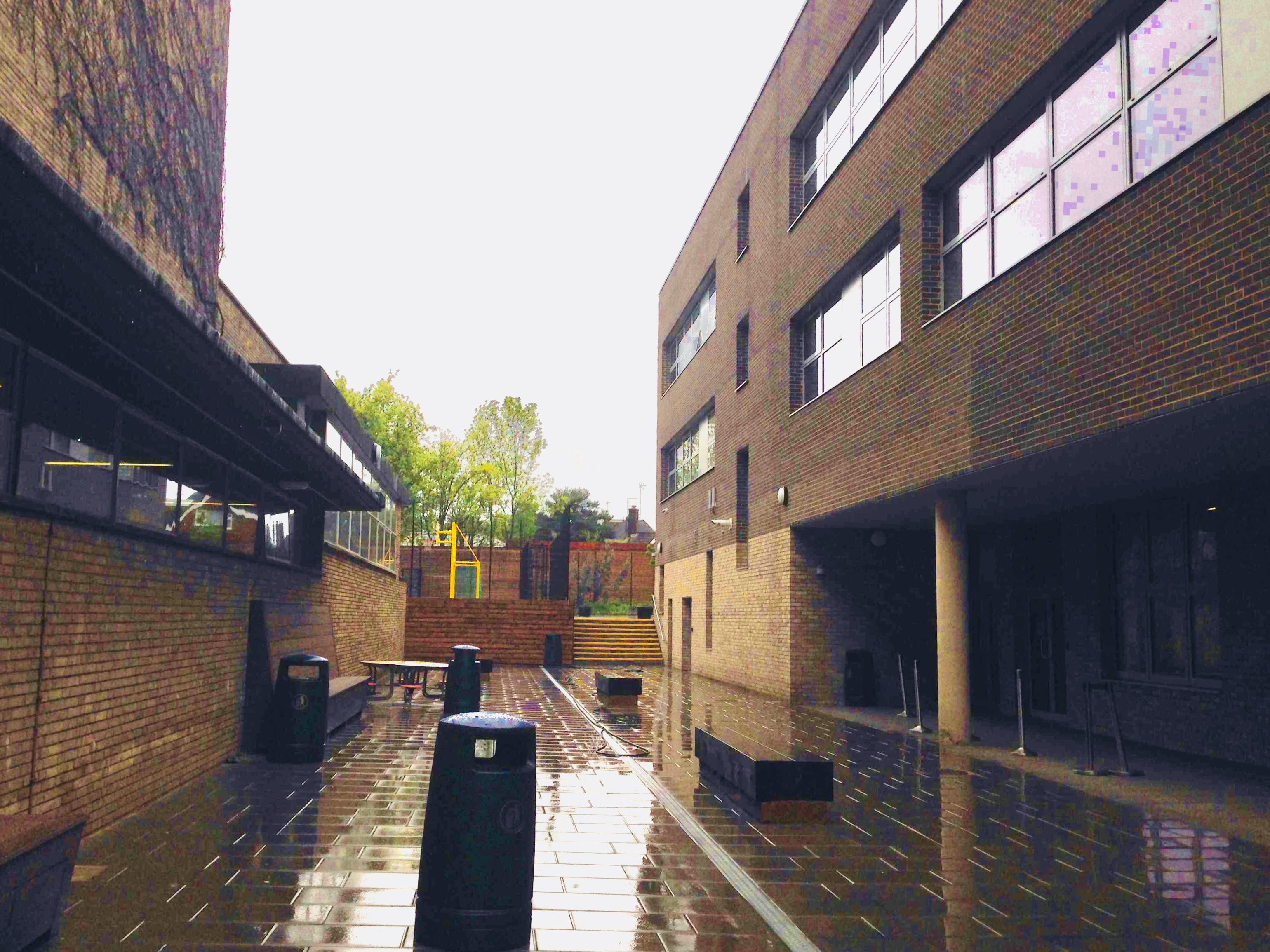
This is the place where students of high school spend time during their breaks

En 2015 les partenaires de restauration de notre établissement ont remporté le prix de “Education Caterer of the year” organisé par les Foodservice Cateys.

## Programme
Le programme national français constitue le noyau d'un programme international bilingue. Leurs étudiants ont la possibilité de s'inscrire au baccalauréat français dans les filières sciences, sciences sociales ou littérature, avec ou sans l'option internationale (Option Internationale du Baccalauréat - OIB). Le lycée Winston-Churchill est également une école candidate du Programme du diplôme de l'IB et offriront un nouveau programme international anglais à partir de l'année 7 en septembre 2018.

### Classe découverte et activités extra scolaire
Dans cet établissement, les enseignants ainsi que les dirigeants ont décidé de proposer depuis l’ouverture du lycée des classes proposant des activités ludiques et différentes les unes des autres, notamment l’astronomie, la cuisine moléculaire, le coding et bien d’autres encore.
En plus des classes de découvertes, l'établissement a également créé des activités extra-scolaires. Ainsi de nombreux sports sont proposés comme le foot, le rugby, le basket, le handball, etc.

### Duke of Edinburgh et Voyages Linguistiques
En octobre 2016, aux côtés des organisations humanitaires, 40 étudiants de Première / Year 12 ont participé à des projets de construction et de développement au Laos et au Népal.
Les élèves du secondaire apprennent une troisième langue qu'ils choisissent entre l'Allemand, l'Espagnol et le Mandarin. Ils auront en moyenne trois heures de LV2 par semaine.
Lors de leur dernière année de collège, les étudiants pourront postuler pour pouvoir intégrer un voyage scolaire en fin d'année afin qu'ils puissent pratiquer les connaissances qu'ils ont appris en classe. Au Guatemala pour les élèves étudiant l'espagnole, en Allemagne pour les élèves étudiant l'allemand et enfin en Chine pour les élèves étudiant le mandarin. Ces élèves seront envoyés dans des familles d'accueil et iront dans une école locale pendant toute une semaine; en plus de visiter le pays. En 2017, les étudiants se sont rendus au Guatemala et en Chine.

## Uniforme

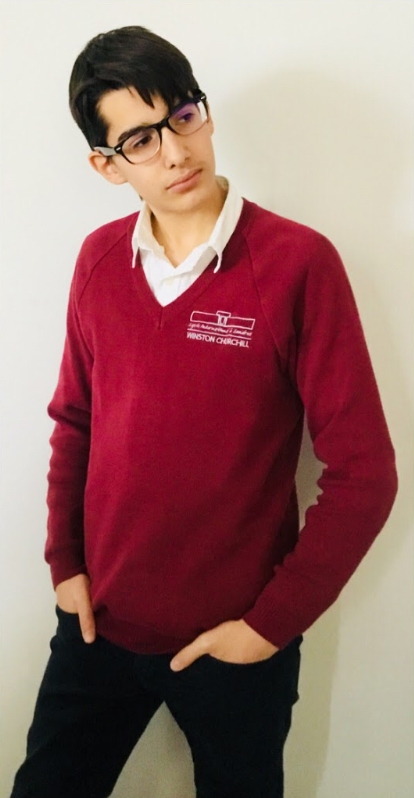
This is a LIL student wearing the uniform of the school

Le lycée international de Londres est une des écoles londoniennes qui possède un uniforme composé d’un polo ou d’une chemise blanche, d’un pantalon bleu marine, d’une paire de chaussures en cuir noir et d’un pull du lycée de couleur rouge, bleu, vert ou orange.